# Passanauri

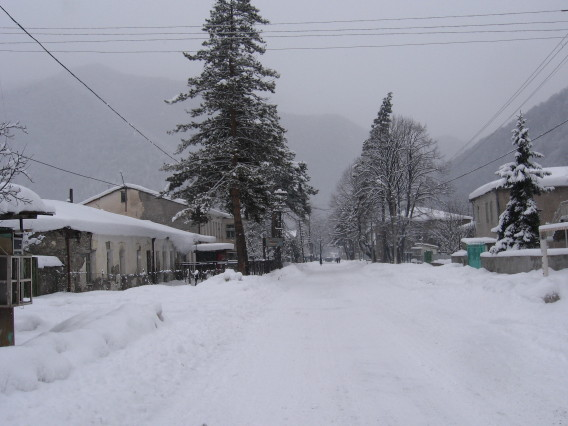
Winter in Pasanauri (2006)

Passanauri (georgisch ფასანაური) ist eine georgische Kleinstadt (Daba) in der Umgebung von Duscheti in der Region Mzcheta-Mtianeti.
Passanauri befindet sich 88,5 Kilometer von Tiflis entfernt auf einer Höhe von 1050 m über dem Meeresspiegel. Durch den Ort verläuft die Georgische Heerstraße. Bei Passanauri fließen der Weiße oder Mtiuleti-Aragwi und der Schwarze oder Gudamaqri-Aragwi zum Aragwi zusammen, einem linken Nebenfluss der Kura (Mtkwari). Zu allen Seiten erheben sich um den Ort die dort etwa 2600 bis 2800 Meter hohen Berge des Großen Kaukasus: westlich der Alew-Kamm, östlich der Gudamaqri-Kamm und nördlich zwischen Weißem und Schwarzem Aragwi der Mtiuleti-Kamm.
Die mittlere Temperatur im Winter beträgt um null Grad Celsius. Im Jahr 2014 hatte der Ort 1148 Einwohner.
Passanauri ist bekannt für seine malerische Landschaft und die Nähe zu historischen Orten wie auch für sein Mineralwasser, seine Bedeutung als Touristenort, das Handwerk und örtlich hergestellte Nahrungsmittel. In der Sowjetunion wurde es als Touristenort bekannt, verarmte jedoch nach deren Zerfall.